# 3 نساء
3 نساء (بالإنجليزية: 3 Women) هو فيلم درامي أمريكي صدر عام 1977، من كتابة وإنتاج واخراج روبرت ألتمان، ومن بطولة شيلي دوفال وسيسي سبيسك وجانيس رول، جاءت القصة من الحلم الذي حلم به ألتمان، حيث كان ينوي تصويره بدون سيناريو، قامت شركة توينتيث سينشوري بتمويل المشروع على أساس عمل ألتمان السابق، وتم الانتهاء من السيناريو قبل التصوير.

## الملخص
يصور العلاقة الغريبة والغامضة على نحو متزايد بين امرأة (دوفال) وزميلتها في السكن وزميلها في العمل (سباسيك) في بلدة صحراوية في كاليفورنيا.

## طاقم التمثيل
- شيلي دوفال
- سيسي سبيسك
- جانيس رول
- روث نيلسون
- جون كرومويل (مخرج)
- سييرا بيتشور
- كرايغ ريتشارد نيلسون
- ميسي هوي
- بيلاتا مورينو
- ليزلي آن هدسون
- باتريشيا آن هدسون
- بيفرلي روس

## الجوائز
| جائزة                               | تاريخ الحفل            | فئة                                    | المستلم (المستلمون) | النتيجة       | المصادر |
| ----------------------------------- | ---------------------- | -------------------------------------- | ------------------- | ------------- | ------- |
| جوائز الأكاديمية البريطانية للأفلام | 16 مارس 1978           | جائزة البافتا لأفضل ممثلة في دور رئيسي | شيلي دوفال          | رشح           | [ 8 ]   |
| مهرجان كان السينمائي                | من 13 إلى 27 مايو 1977 | السعفة الذهبية                         | روبرت ألتمان        | رشح           | [ 10 ]  |
| مهرجان كان السينمائي                | من 13 إلى 27 مايو 1977 | جائزة مهرجان كان السينمائي لأفضل ممثلة | شيلي دوفال          | فاز           | [ 10 ]  |
| جمعية نقاد السينما في لوس أنجلوس    | 19 ديسمبر 1977         | أفضل ممثلة                             | شيلي دوفال          | فاز           | [ 9 ]   |
| جوائز الجمعية الوطنية لنقاد السينما | 19 ديسمبر 1977         | أفضل ممثلة                             | شيلي دوفال          | المركز الثاني | [ 11 ]  |
| جوائز الجمعية الوطنية لنقاد السينما | 19 ديسمبر 1977         | أفضل ممثلة مساعدة                      | سيسي سبيسك          | المركز الثاني | [ 11 ]  |
| دائرة نقاد السينما في نيويورك       | 29 يناير 1978          | أفضل ممثلة                             | شيلي دوفال          | المركز الثاني | [ 12 ]  |
| دائرة نقاد السينما في نيويورك       | 29 يناير 1978          | أفضل ممثلة مساعدة                      | سيسي سبيسك          | فاز           | [ 12 ]  |

## روابط خارجية
- 3 نساء على موقع IMDb (الإنجليزية)
- 3 نساء على موقع ميتاكريتيك (الإنجليزية)
- 3 نساء على موقع الموسوعة البريطانية (الإنجليزية)
- 3 نساء على موقع روتن توميتوز (الإنجليزية)
- 3 نساء على موقع نتفليكس (الإنجليزية)
- 3 نساء على موقع قاعدة بيانات الأفلام العربية
- 3 نساء على موقع ألو سيني (الفرنسية)
- 3 نساء على موقع Turner Classic Movies (الإنجليزية)
- 3 نساء على موقع أول موفي (الإنجليزية)
- 3 نساء على موقع فيلمافينيتي (الإسبانية)